# Trachylepis striata
Espèce
Synonymes
- Tropidolepisma striatum Peters, 1844
- Mabuya striata (Peters, 1844)
- Euprepes punctatissimus Peters, 1854
- Euprepis grantii Gray, 1864
- Euprepes wahlbergi Peters, 1870
- Mabuya striata wahlbergi (Peters, 1870)
- Mabuya ellenbergeri Chabanaud, 1917
- Mabuya striata ellenbergeri Chabanaud, 1917

Trachylepis striata, Scinque strié, est une espèce de sauriens de la famille des Scincidae.

## Répartition
Cette espèce se rencontre au Botswana, en République démocratique du Congo, au Kenya, au Malawi, au Mozambique, au Rwanda, en Afrique du Sud, au Swaziland, en Tanzanie, en Ouganda, en Zambie, au Zimbabwe, en Angola, en Namibie, en Éthiopie, en Somalie, au Soudan du Sud et dans l'archipel des Comores.

## Liste des sous-espèces
Selon The Reptile Database (14 décembre 2012) :
- Trachylepis striata striata (Peters, 1844)
- Trachylepis striata wahlbergi (Peters, 1870)

## Publications originales
- Peters, 1844 : Über einige neue Fische und Amphibien aus Angola und Mozambique. Bericht über die zur Bekanntmachung geeigneten Verhandlungen der Königlich Preußischen Akademie der Wissenschaften zu Berlin, vol. 1844, p. 32-37 (texte intégral).
- Peters, 1870 : Förtekning pa de af J. Wahlberg i Damaralandet insamlade Reptilierna. Oefversigt Kongl. Vetenskaps-akademiens forhandlingar, vol. 26, no 7, p. 657-662 (texte intégral).